# 마리안느와 마가렛
"마리안느와 마가렛"은 한국에서 제작된 윤세영 감독의 2017년 다큐멘터리 영화이다. 마리안느 스퇴거 등이 주연으로 출연하였고 박관수 등이 제작에 참여하였다.

## 출연

### 주연
- 마리안느 슈퇴거
- 마가렛 피사렉

## 기타
- 프로듀서: 윤세영
- 조연출: 김윤애
- 동시녹음: 안복남
- 음향: 박용기
- 음향편집: 노윤주
- 음향효과: 박주강
- 음향효과: 이정호
- 음악지원: 우아람
- 음악지원: 김보배
- 시각효과: 차윤소
- 타이틀: 송환영
- 항공촬영: 조경천
- 항공촬영: 이재훈
- 디지털이미징테크니션: 김윤애
- 데이터관리: 조희대
- 동시통역: 김동하
- 동시통역: 배명자
- 프리뷰어: 이다영
- 번역감수: Nils Clauss
- 번역감수: 김현정
- 문서번역: 조원형
- 회계: 오선민
- 디지털색보정: 엄태식
- 디지털색보정: 전수연
- 디지털색보정: 서중권
- 디지털색보정: 양미르
- 디지털색보정: 채가희
- 디지털색보정: 김관명
- 배급책임/관리: 이미경
- 마케팅관리: 이상원
- 마케팅관리: 이동제
- 마케팅관리: 강은교
- 마케팅관리: 허유림
- 마케팅관리: 이윤경
- 온라인마케팅: 배기정
- 온라인마케팅: 이중현
- 온라인마케팅: 조아라
- 온라인마케팅: 유병주
- 온라인마케팅: 김고은
- 온라인마케팅: 김명진
- 온라인디자인: 구수연
- 온라인디자인: 김세진
- 예고편제작: 김동현
- 예고편제작: 유태인
- 예고편제작: 김기용
- 예고편제작: 성진아
- 예고편제작: 김보은
- 예고편제작: 노재영
- 기획행정: 이미영
- 회계관리: 김세희
- 미디어홍보: 강인정